# NGC 3243
NGC 3243 est une galaxie lenticulaire (barrée ?) située dans la constellation du Sextant. NGC 3243 a été découverte par l'astronome américain Lewis Swift en 1886.

## Caractéristiques
Sa vitesse par rapport au fond diffus cosmologique est de 5 905 ± 38 km/s, ce qui correspond à une distance de Hubble de 87,1 ± 6,1 Mpc (∼284 millions d'al).
À ce jour, une mesure non basée sur le décalage vers le rouge (redshift) donne une distance d'environ 75,500 Mpc (∼246 millions d'al). Cette valeur est  à l'extérieur mais compatible avec les valeurs de la distance de Hubble. Notons cependant que c'est avec la valeur moyenne des mesures indépendantes, lorsqu'elles existent, que la base de données NASA/IPAC calcule le diamètre d'une galaxie et qu'en conséquence le diamètre de NGC 3243 pourrait être d'environ 40,5 kpc (∼132 000 al) si on utilisait la distance de Hubble pour le calculer. 

## Groupe de MCG 0-27-5
NGC 3243 fait partie du groupe de MCG 0-27-5 qui compte au moins 13 galaxies, dont IC 624, IC 632, IC 633, IC 653, NGC 3325 et  NGC 3340.